# Spergularia sperguloides
Spergularia sperguloides là loài thực vật có hoa thuộc họ Cẩm chướng. Loài này được Heynh. miêu tả khoa học đầu tiên.